# Huelma
Huelma is een gemeente in de Spaanse provincie Jaén in de regio Andalusië met een oppervlakte van 250 km². Huelma telt 6.021 inwoners (1 januari 2016).

## Demografische ontwikkeling
Bron: INE, 1857-2011: volkstellingen
Opm.: In 1975 werd de gemeente Solera aangehecht